# Khopoli
Khopoli es una ciudad y  municipio situada en el distrito de Raigad en el estado de Maharashtra (India). Su población es de 71141 habitantes (2011). Se encuentra a 60 km de Bombay y a 74 km de Pune.

## Demografía
Según el censo de 2011 la población de Khopoli era de 71141 habitantes, de los cuales 37305  eran hombres y 33836 eran mujeres. Khopoli tiene una tasa media de alfabetización del 87,62%, superior a la media estatal del 82,34%: la alfabetización masculina es del 91,56%, y la alfabetización femenina del 83,27%.

## Clima
| Parámetros climáticos promedio de Khopoli | Parámetros climáticos promedio de Khopoli | Parámetros climáticos promedio de Khopoli | Parámetros climáticos promedio de Khopoli | Parámetros climáticos promedio de Khopoli | Parámetros climáticos promedio de Khopoli | Parámetros climáticos promedio de Khopoli | Parámetros climáticos promedio de Khopoli | Parámetros climáticos promedio de Khopoli | Parámetros climáticos promedio de Khopoli | Parámetros climáticos promedio de Khopoli | Parámetros climáticos promedio de Khopoli | Parámetros climáticos promedio de Khopoli | Parámetros climáticos promedio de Khopoli |
| Mes                                       | Ene.                                      | Feb.                                      | Mar.                                      | Abr.                                      | May.                                      | Jun.                                      | Jul.                                      | Ago.                                      | Sep.                                      | Oct.                                      | Nov.                                      | Dic.                                      | Anual                                     |
| ----------------------------------------- | ----------------------------------------- | ----------------------------------------- | ----------------------------------------- | ----------------------------------------- | ----------------------------------------- | ----------------------------------------- | ----------------------------------------- | ----------------------------------------- | ----------------------------------------- | ----------------------------------------- | ----------------------------------------- | ----------------------------------------- | ----------------------------------------- |
| Temp. máx. media (°C)                     | 29.7                                      | 30.8                                      | 33.0                                      | 34.6                                      | 35.0                                      | 32.6                                      | 29.8                                      | 29.6                                      | 30.2                                      | 32.4                                      | 32.0                                      | 30.7                                      | 31.7                                      |
| Temp. media (°C)                          | 23.2                                      | 24.2                                      | 26.9                                      | 29.2                                      | 30.5                                      | 29.2                                      | 27.2                                      | 26.9                                      | 27.0                                      | 27.7                                      | 25.9                                      | 24.0                                      | 26.8                                      |
| Temp. mín. media (°C)                     | 16.8                                      | 17.6                                      | 20.8                                      | 23.8                                      | 26.0                                      | 25.8                                      | 24.7                                      | 24.2                                      | 23.8                                      | 23.0                                      | 19.9                                      | 17.4                                      | 22                                        |
| Precipitación total (mm)                  | 0                                         | 0                                         | 0                                         | 4                                         | 25                                        | 618                                       | 1695                                      | 1182                                      | 522                                       | 125                                       | 13                                        | 3                                         | 4187                                      |
| Fuente:                                   |                                           |                                           |                                           |                                           |                                           |                                           |                                           |                                           |                                           |                                           |                                           |                                           |                                           |